# RK Biograd
Rukometni klub "Biograd" je rukometni klub iz Biograda.
Godina osnivanja: 1963.
Klupsko sjedište je u Biogradu.

## Poznati igrači i treneri
- Tonči Valčić

## Klupski uspjesi
Osvojivši 2. HRL u sezoni 2010./2011., RK Biograd izborio je ulazak u 1. HRL. To je najveći klupski uspjeh.